# Соколовский, Владимир Васильевич

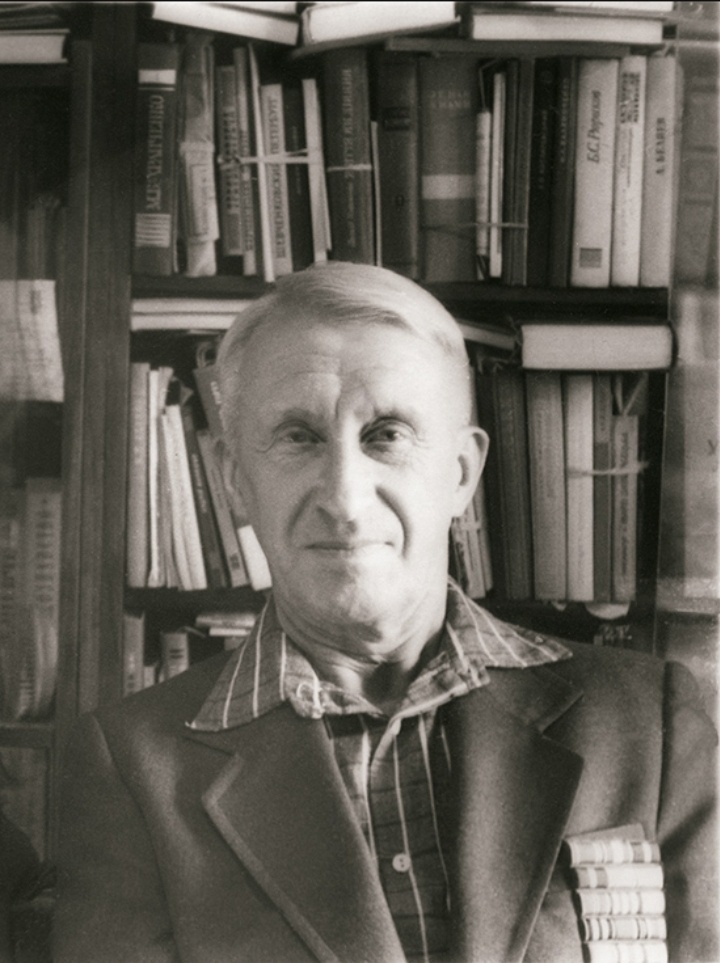
Сколовский В.В. 1970-е гг.

Владимир Васильевич Соколовский (21 ноября 1906, Новогеоргиевск — 11 марта 1987) — систематизатор художественного наследия Николая Рериха, составитель первого полного каталога художественных  произведений Н.К. Рериха,  советский военачальник, педагог.

## Биография
Родился 21 ноября 1906 года в городе Новогеоргиевске. Родители были педагогами, рано умерли от эпидемии тифа, и 14-летний Володя с братом и двумя сестрами остался круглым сиротой. Их воспитала сестра матери, у которой было еще трое своих детей.
Получил два высших образования: окончил Коростышевский педагогический институт, получив специальность «Учитель физики и математики», а затем — инженерный факультет Военной академии механизации и моторизации РККА, став военным инженером-механиком.

## Служба в армии
В 1933 году принял участие в высокогорном походе командиров РККА, завершившимся восхождением на вершину Эльбруса, из 102 участников экспедиции 58 достигли цели, что сделало это восхождение рекордным по масштабу. В следующем году принял участие во второй альпиниаде РККА, пройдя сложный горный маршрут через кавказские перевалы и вновь совершив восхождение на Эльбрус. Его записи в альпинистском дневнике свидетельствуют о его глубоком восхищении красотой гор: «Начинает восходить солнце. Горы окрашиваются в замечательный розовый цвет, а слева на туманной дымке проектируется фиолетовой полосой тень Эльбруса».
Во время Великой Отечественной войны был дважды тяжело ранен. Награждён орденами и медалями.
Летом 1946 года В.В. Соколовского назначают руководителем группы тувинских альпинистов, которая должна была в честь 25-летия образования Тувинской Народной Республики совершить первое восхождение на самую высокую вершину Тувы – гору Монгун-Тайга (3970 м). После успешного выполнения этой задачи Соколовский с группой прошел через всю западную Туву вдоль рек Кемчик и Енисей до города Кызыла. Многие годы он ездил на Кавказ, где покорял вершины Главного Кавказского хребта. В горных походах Владимир Васильевич не расставался с фотоаппаратом. Любовь к фотографии – еще одно серьезное увлечение ученого, которое особенно пригодилось при создании перечня и картотеки картин Н.К. Рериха.
После войны занимался педагогической деятельностью на одной из кафедр Военной академии бронетанковых войск, там же защитил кандидатскую диссертацию.
Награжден:
- Медаль «За боевые заслуги»,
- Орден Красной Звезды,
- Медаль «За боевые заслуги»,
- Медаль «За оборону Москвы»,
- Медаль «За оборону Кавказа»,
- Медаль «За победу над Германией в Великой Отечественной войне 1941–1945 гг.»,
- Орден Красной Звезды,
- Орден Красного Знамени,
- Орден Ленина,
- Медаль «За оборону Кавказа».

Выйдя в отставку в звании полковника, работал в Научном автотракторном институте (НАТИ). Был автором ряда научных публикаций.
Несмотря на ранения в годы войны и пессимистические прогнозы врачей, Владимир Васильевич продолжил заниматься альпинизмом. Именно горы, с их яркими, неповторимыми красками восходов и закатов, блеском ледников и грохотом лавин, шумом стремительных рек и спокойной прозрачностью озер, пробудили в военном инженере-фронтовике интерес к картинам Н. К. Рериха и сблизили с известными исследователями его творчества: П. Ф. Беликовым, В. П. Князевой, Л. В. Шапошниковой

## Рериховедение
Известный систематизатор художественного наследия Николая Рериха, чей труд до настоящего времени не утратил своей актуальности.— Ольга Евгеньевна Цветкова, редактор публикаторского отдела Международный центр Рерихов, 2024 год

Первая масштабная работа по каталогизации всего художественного наследия Н. К. Рериха была проведена Владимиром Васильевичем Соколовским, человеком интересной судьбы и большим энтузиастом своего дела. Его научно-исследовательская работа, получившая высокую оценку С. Н. Рериха и П. Ф. Беликова, и в наши дни не утратила актуальности. К восьмидесятым годам картотека Соколовского составляла уже четыре с половиной тысячи единиц. Именно Соколовский впервые использовал в своем перечне данные всех выявленных на тот момент авторских списков картин Н. К. Рериха.— Международный центр Рерихов, 2024 год
Владимир Васильевич начал работать над систематизацией художественного наследия Н. К. Рериха в 1958 году. П. Ф. Беликов так описывал причины, побудившие Соколовского к исследованию живописи Певца Священных Гор: «Искусство Н. Рериха захватило его с первой Московской выставки», «позже, — пишет Рихард Яковлевич Рудзитис, — он подошел к Юрию и рассказал, что интересуется искусством Н. К. Рериха и у него есть список его картин».
Долгие годы сотрудничал с П. Ф. Беликовым, который писал: «Я, по мере своих сил и возможностей, стараюсь помогать Владимиру Васильевичу и в сборе материалов, и в пополнении его коллекции репродукций и снимков с картин Н.К. Р[ериха]»
Сотрудничал с Ю. Н. Рерихом по составлению каталога Картин Н. К. Рериха.
Соколовский В. В. изучал опубликованные каталоги и книги по творчеству Н. К. Рериха, затем письменно или по телефону запрашивал отечественные и зарубежные музеи о наличии в их собраниях интересовавших его картин. В случае положительного ответа договаривался с дирекцией о возможности исследования произведений на месте, а потом брал за свой счет билеты и ехал в музей, где осматривал картины и производил их съемку. Обращался он и в частные собрания, в том числе и к С. Н. Рериху.
«В. В. Соколовский делает очень нужную и большую работу. Я, конечно, пришлю ему материалы, имеющиеся у меня», — писал Святослав Николаевич П. Ф. Беликову в 1965 году.
К 1980-м годам картотека Соколовского составляла уже четыре с половиной тысячи единиц. Но он мечтал об издании альбома, который бы включил две с половиной тысячи изображений картин Н. К. Рериха. Эти изображения были бережно собраны автором на протяжении нескольких десятилетий.
К сожалению, Владимир Васильевич так и не успел осуществить свою мечту. Он ушел из жизни 11 марта 1987 года. Ученый не сомневался, что по его стопам пойдут другие исследователи. Ведь интерес к художественному наследию Н. К. Рериха возрастает год от года. Соколовский был уверен, что работает на будущее, поэтому не случайно писал еще в 1970-е годы: «…данный список не может претендовать на исчерпывающую полноту, но все же автор надеется, что этот список поможет как специалистам, так и широкому кругу почитателей творчества Н. К. Рериха составить более полное представление об объеме и характере творческого наследия художника»

### Оценки

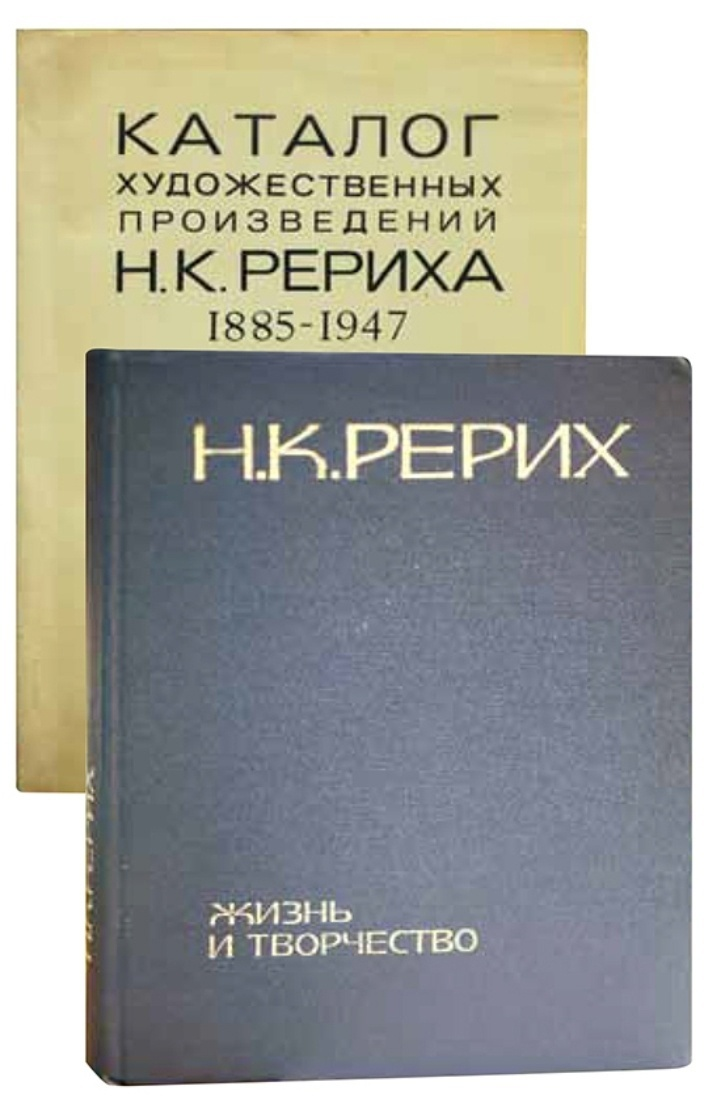
Последние труды Соколовского В.В.

Соколовский, однако, не являлся первым каталогизатором произведений Н. К. Рериха, ещё в 1918 году в серии монографий «Русские художники» в качестве приложения С. Р. Эрнст поместил перечень наиболее известных художественных работ Н. К. Рериха, созданных им до 1918 г., но сопоставление данного перечня с известным каталогом В. В. Соколовского показывает что перечень С. Р. Эрнста существенно уступает в полноте более позднему каталогу.
Е. П. Яковлева, признавая значение каталога Соколовского («ценнейший труд»), его востребованность исследователями, отмечала, что в нём имеются повторы, неточности и устаревшие сведения.
Известны так же более поздние каталоги работ Н.К. Рериха во многом основанные на каталоге Соколова:
- Иванов В.Н. Рерих – художник, мыслитель[значимость факта?]
- В.Н. Бендюрин. РЕРИХОВСКАЯ ЭНЦИКЛОПЕДИЯ. КАТАЛОГ ЖИВОПИСИ И ГРАФИКИ Н.К. РЕРИХА[значимость факта?]
- Н.К. Рерих. ВЕЛИКАЯ СИМФОНИЯ ЖИЗНИ.автомонография (сост. ЛаркинаТ.В.)[значимость факта?]
- Рерихи в филокартии. Каталог (Сост. Соболев А.П.)[значимость факта?]
- Интернет-каталог Картин Н.К. и С.Н.Рерихов[значимость факта?]

## Труды
- Каталог художественных произведений Н. К. Рериха (1885—1947) / В. В. Соколовский. — Новосибирск, 1974. — 141 с.
- Художественное наследие Николая Константиновича Рериха (перечень произведений с 1885 по 1947 гг.) / В. В. Соколовский // Н. К. Рерих. Жизнь и творчество. Сб. статей. М.: Изобразительное искусство, 1978. — С. 259—304.
- Соколовский В. В. Научно-методическое обеспечение педагогических условий формирования эмоционально-волевой культуры курсантов в процессе их профессиональной подготовки.